# 糙毛榕
糙毛榕（学名：Ficus cumingii）为桑科榕属的植物。分布于菲律宾、台湾岛、巴布新几内亚、北加里曼丹等地，目前已由人工引种栽培。

## 别名
对叶榕（台湾植物志）